# Dispotismo illuminato

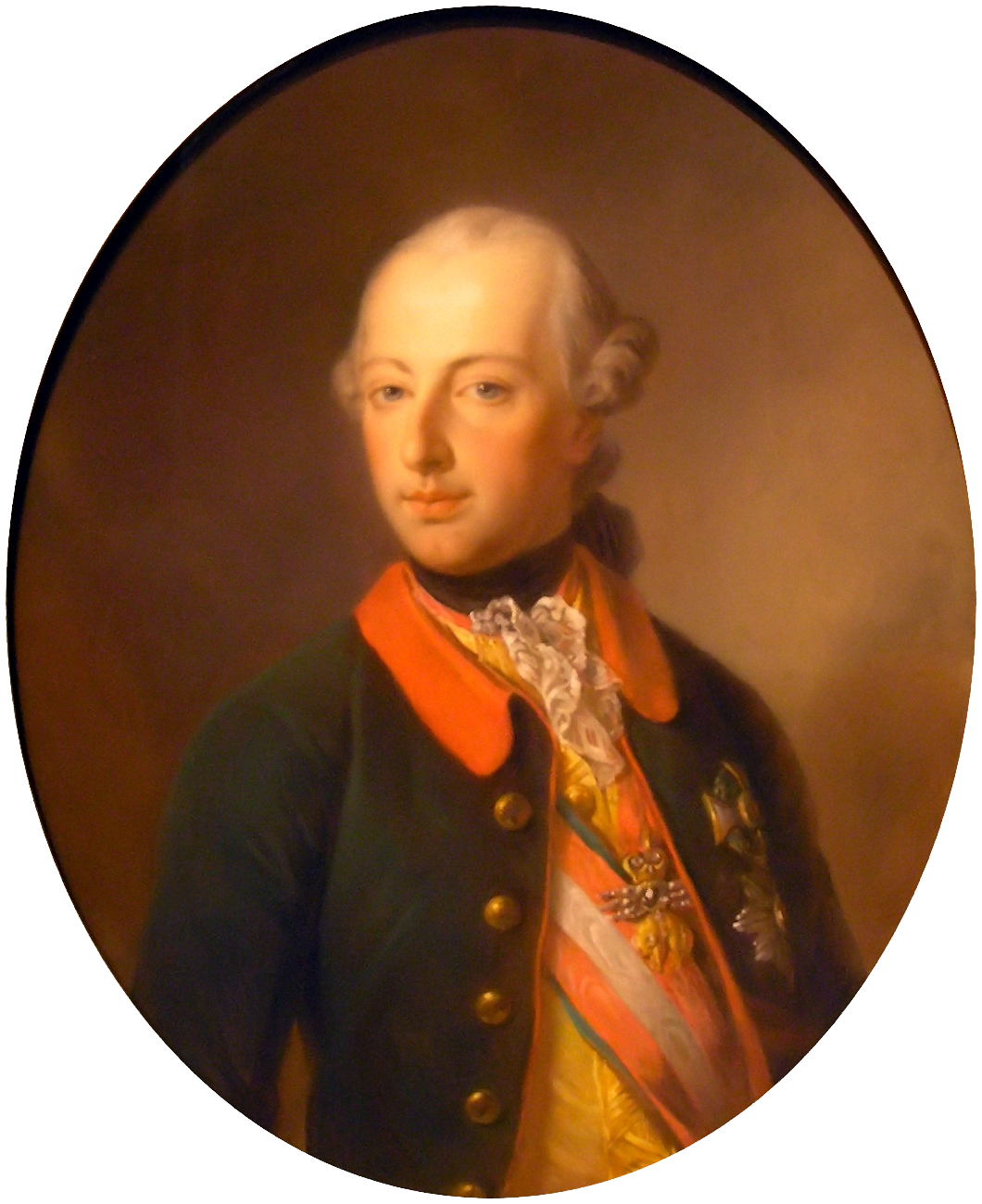
Giuseppe II d'Asburgo-Lorena, il principale rappresentante del dispotismo illuminato

Il dispotismo illuminato è il governo assolutista di un monarca o despota illuminato, in riferimento agli ideali dell'Illuminismo, periodo storico e culturale dell'Occidente del XVIII e inizio del XIX secolo.

## Contesto storico
(Attribuita a Federico II di Prussia)

### Le forme di governo nell'Europa settecentesca
Nell'Europa del Settecento, con l'eccezione della Gran Bretagna e dei Paesi Bassi, che erano rispettivamente diventate una monarchia costituzionale (in seguito alla Gloriosa rivoluzione) e una repubblica federale (dopo aver ottenuto l'indipendenza dalla Spagna nella Guerra degli ottant'anni), la forma politica dominante era la monarchia assoluta.

### Le riforme illuministe
Tra il 1740 e il 1790, molti governi europei intrapresero una serie di riforme economiche, commerciali e sociali. Questa volontà dei sovrani assoluti di migliorare le condizioni di vita del proprio popolo, che sembrava seguire le indicazioni degli illuministi, diede origine al cosiddetto dispotismo illuminato. Il principale propositore di questo sistema presso gli illuministi fu Voltaire, il quale però considerava la monarchia parlamentare inglese come un modello di stato ben governato. Anche se i loro regni erano basati sulle idee dell'Illuminismo, il pensiero dei monarchi illuminati a proposito dei poteri dei sovrani era simile a quello dei predecessori. Essi ritenevano di avere ottenuto per nascita il diritto di governare.

## Presupposti
Fino alle soglie del Settecento il fondamento ideale dell'assolutismo era stato il diritto divino dei re, ossia il presupposto che Dio investisse i sovrani del loro potere. Molti usi e istituti ereditati dal Medioevo erano sopravvissuti al processo d'accentramento monarchico del potere. Nobiltà e clero conservavano parte dei privilegi tradizionali, le città continuavano a godere di particolari autonomie, le classi sociali erano ancora distinte secondo i ceti. Anche se sottoposti al controllo dei funzionari regi, questi residui poteri particolaristici ostacolavano l'esercizio dell'autorità sovrana e minacciavano l'unità e la compattezza degli stati.
All'inizio del Settecento questi princìpi intralciavano l'attività dei principi e ostacolavano lo sviluppo economico. Infatti, la nobiltà e il clero erano esenti dalle imposte che gravavano invece sulle classi più attive della società, sottraendo capitali agli investimenti produttivi. Gran parte della terra era nelle mani dei ceti privilegiati, che non la sfruttavano secondo i più produttivi criteri capitalistici; inoltre, la libertà dì scambio, essenziale allo sviluppo della società borghese, era ostacolata o impedita da dogane e pedaggi, relitti anacronistici del feudalesimo.

## Origini
La critica illuministica e le prime formulazioni scientifiche dell'economia indicarono chiaramente le linee essenziali di un programma di riforma. I filosofi e l'opinione pubblica più avveduta non credevano più al "diritto divino dei re", ma accettavano un programma di riforma della società e dello stato affidato a un principe guidato dagli ideali filosofici dell'epoca e capace di operare il trapasso dal dispotismo arbitrario del sovrano, al dispotismo legale, fondato sulle norme della morale e vincolato al compito di provvedere alla "felicità dei popoli".
Tale dispotismo, illuminato dagli ideali di tipo razionale, sembrava corrispondere alle necessità oggettive di molti Paesi e coincideva con il proposito dei sovrani di continuare con maggior coerenza ed efficacia l'azione di accentramento del potere, fino allora condotta con il solo uso della coercizione. Fra le grandi potenze rimase estranea al movimento riformatore soltanto la Francia, mentre l'Inghilterra aveva bandito per sempre il dispotismo con la gloriosa rivoluzione del 1689 e, nella seconda metà del Settecento, avvierà la rivoluzione industriale.
Le innovazioni si esplicarono principalmente nel campo giuridico e della procedura penale, nell'amministrazione e nella struttura politica e abolendo privilegi e disuguaglianze nel sistema fiscale, che divenne più equo e più efficiente. I rapporti fra Chiesa e Stato, secondo le tesi del giurisdizionalismo (tendenza dello Stato ad allargare la propria sfera d'azione limitando quella della Chiesa) furono profondamente modificati a favore del potere politico. La potenza economico-politica della Chiesa nei singoli regni fu avversata, i sovrani, con opportune iniziative statali cercarono di ostacolare l'influenza dei religiosi sull'insegnamento, inoltre intervennero in campo patrimoniale abolendo privilegi e immunità, inoltre stabilirono che la pubblicazione degli atti pontifici e l'insediamento dei vescovi fossero subordinati alla loro approvazione. Gli ordini religiosi furono ostacolati o soppressi, i gesuiti furono cacciati dal Portogallo e da altri Paesi europei a causa del potere raggiunto dalla Compagnia di Gesù in politica, nell'educazione delle classi superiori, nel campo degli affari.
In Portogallo, Paese fervidamente cattolico, la situazione era aggravata da una soverchia potenza del clero, che possedeva circa due terzi della proprietà immobiliare e controllava le università, mentre l'Inquisizione esercitava un'autorità quasi illimitata e la Corona doveva spendere gran parte delle sue entrate per il mantenimento di un numero spropositato di sacerdoti. In questa situazione il Marchese di Pombal, che reggeva il governo del Paese intorno alla metà del Settecento, trasse pretesto da un attentato contro il re Giuseppe I per accusare i gesuiti di sobillazione. Nel gennaio del 1759 egli fece imprigionare tutti i gesuiti residenti nel Paese e nelle colonie e li fece trasportare a Civitavecchia, nello Stato Pontificio, procedendo immediatamente al sequestro dei collegi e dei beni della Compagnia. Con modalità diverse, l'esempio portoghese fu seguito negli anni successivi dalla Francia, dalla Spagna e dai Borbone di Napoli e di Parma, mentre forti pressioni erano esercitate sul papato perché procedesse a sciogliere la Compagnia di Gesù. Tale risultato fu raggiunto nel 1773, quando papa Clemente XIV ne decretò la soppressione. L'ordine continuò peraltro a vivere clandestinamente fin quando fu restaurato, nel 1814, in seguito a un mutamento radicale del clima culturale e politico europeo.
Esperienza paragonabile è il breve governo della Danimarca di Johann Friedrich Struensee.
Gli unici stati europei in cui le riforme non vennero fatte furono Gran Bretagna e Francia. La Gran Bretagna era già uno stato moderno dotato di una costituzione (monarchia costituzionale), mentre in Francia il governo assolutista di Luigi XVI, dopo un aumento delle tasse causato da un forte deficit finanziario, provocò la ribellione del popolo, che sfociò poi nella Rivoluzione francese.

## Despoti illuminati
- Gabriele Bethlen (Re di Ungheria 1620-1621, principe di Transilvania 1613-1629, duca di Opole 1622-1625)
- Pietro I di Russia, "Pietro il Grande" (1682 – 1725)
- Federico II di Prussia, "Federico il Grande" (1740-1786)
- Maria Teresa d'Austria (1740-1780)
- Giuseppe I del Portogallo (1750-1777)
- Carlo III di Spagna (1759-1788) (Carlo VII come Re di Napoli, 1734-1759), (Carlo III (V) come Re di Sicilia, 1735-1759)
- Caterina II di Russia, "Caterina la Grande" (1762-1796)
- Giuseppe II d'Asburgo-Lorena (1765-1790)
- Ferdinando I delle Due Sicilie (1816-1825) (Ferdinando IV come Re di Napoli, 1759-1799, 1799-1806 e 1815-1816), (Ferdinando III come Re di Sicilia, 1759-1816)
- Maria Carolina d'Asburgo-Lorena (1768-1814) (Regina consorte di Napoli 1768-1806, regina consorte di Sicilia 1768-1814)
- Federico VI di Danimarca (1784-1839)
- Gustavo III di Svezia (1771-1792)
- Francesco II d'Asburgo-Lorena (1792-1835)
- Pietro Leopoldo di Toscana (1765-1790), poi Imperatore del Sacro Romano Impero con il nome di Leopoldo II (1790-1792)
- Filippo I di Parma (1748-1765)
- Francesco III d'Este (1737-1780)
- Ercole III d'Este (1780-1796)
- Carlo Emanuele III di Savoia (1730-1773)
- Vittorio Amedeo III di Savoia (1773-1796)

Despoti illuminati
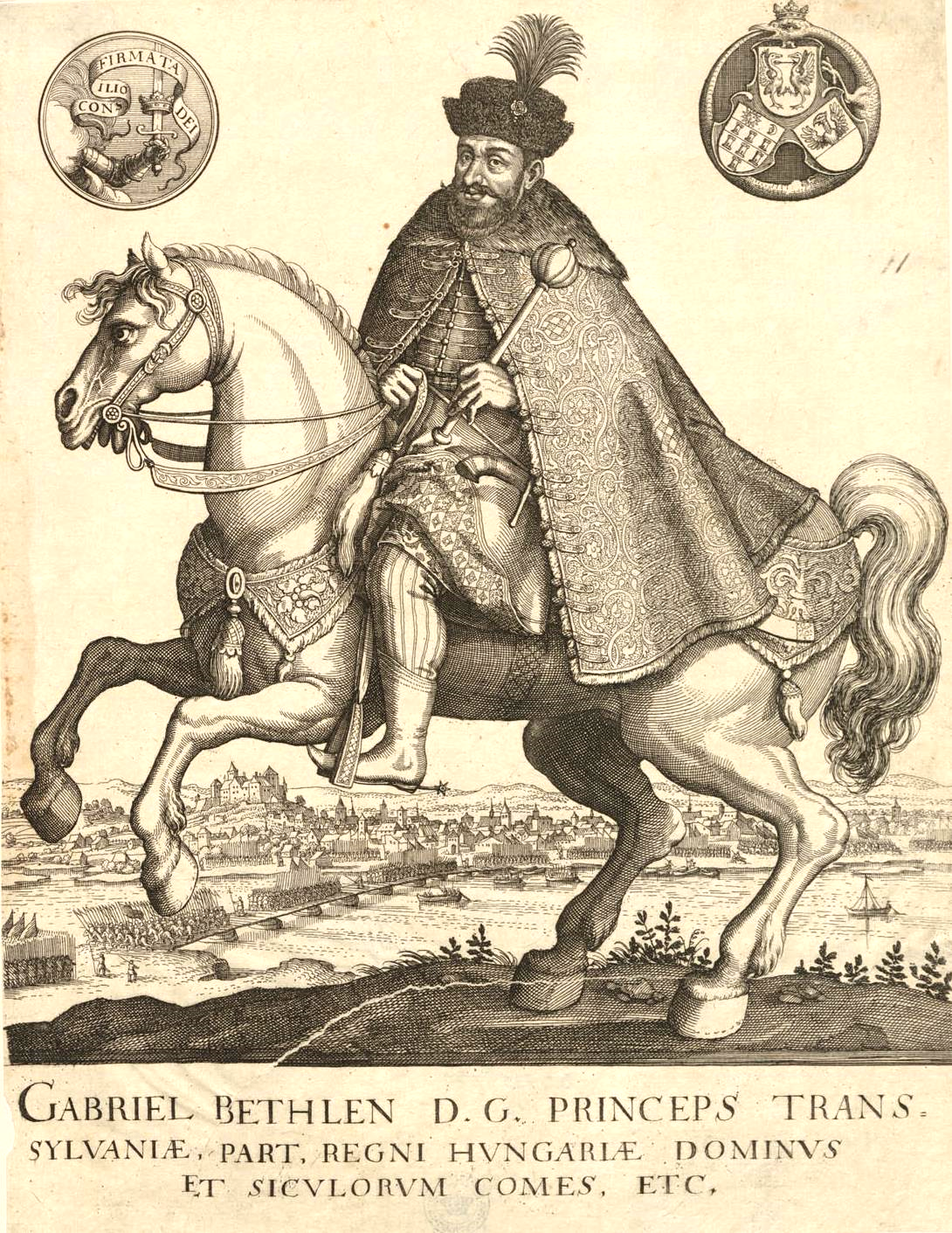
Gabriele Bethlen.
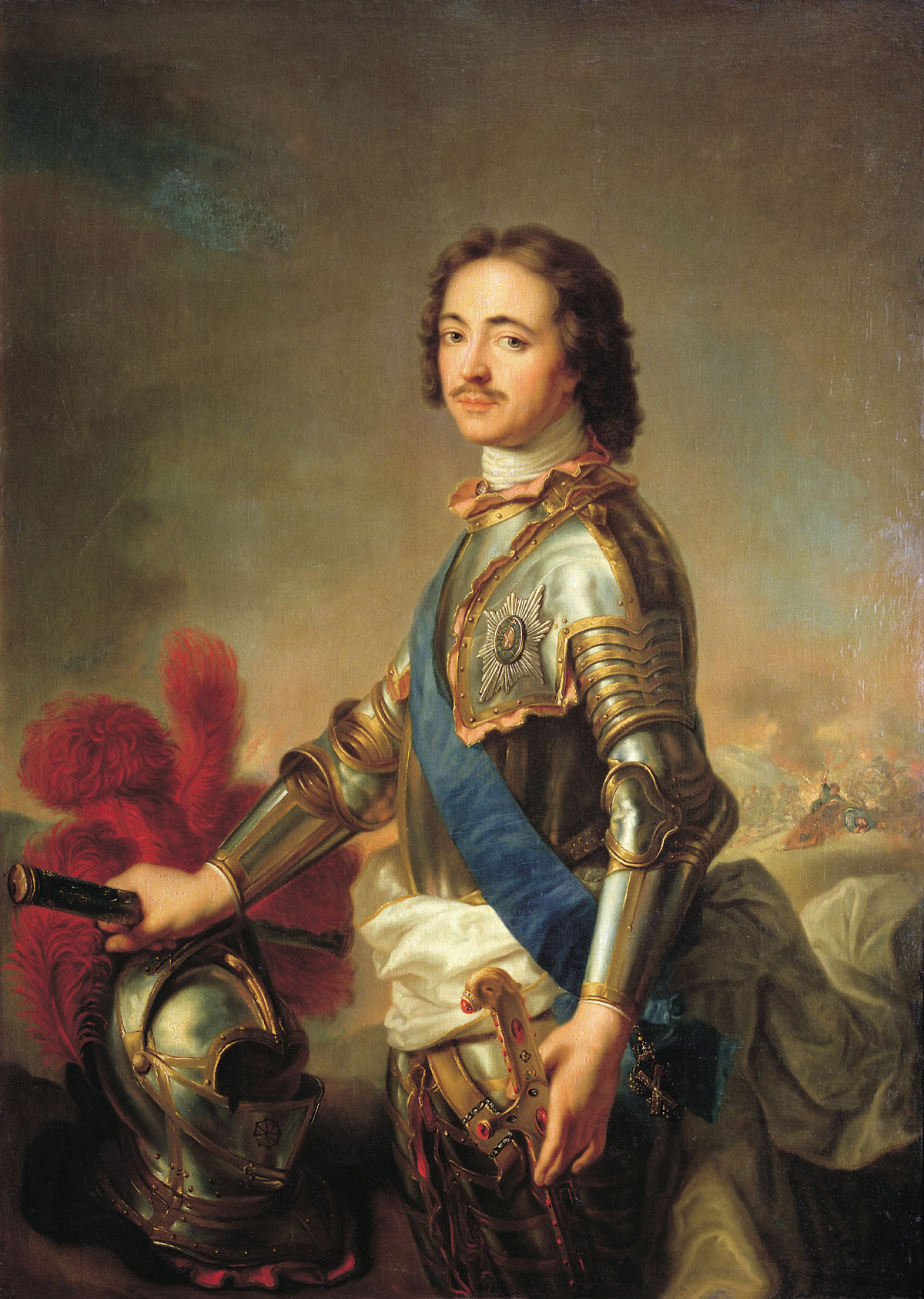
Pietro I di Russia.
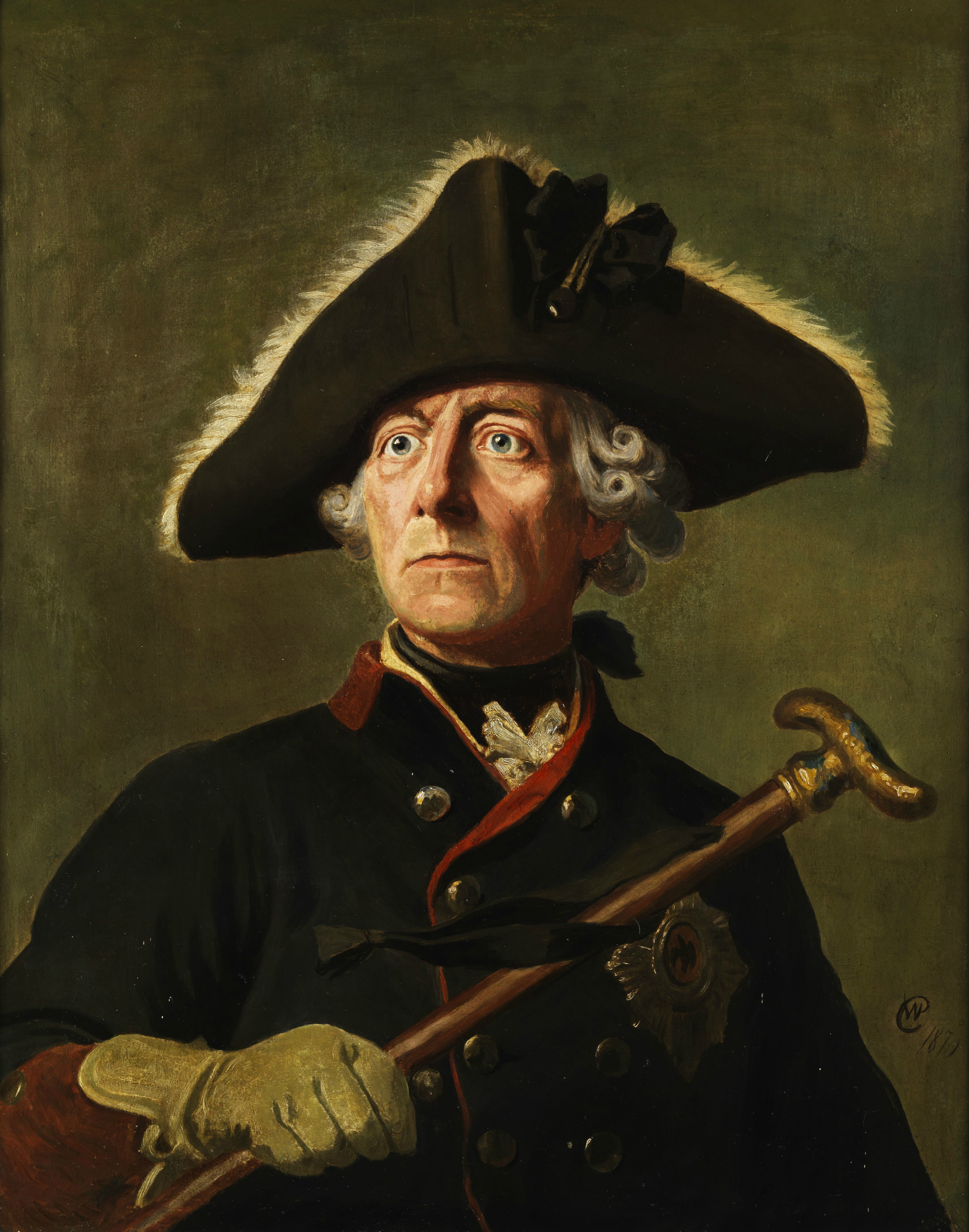
Federico II di Prussia.
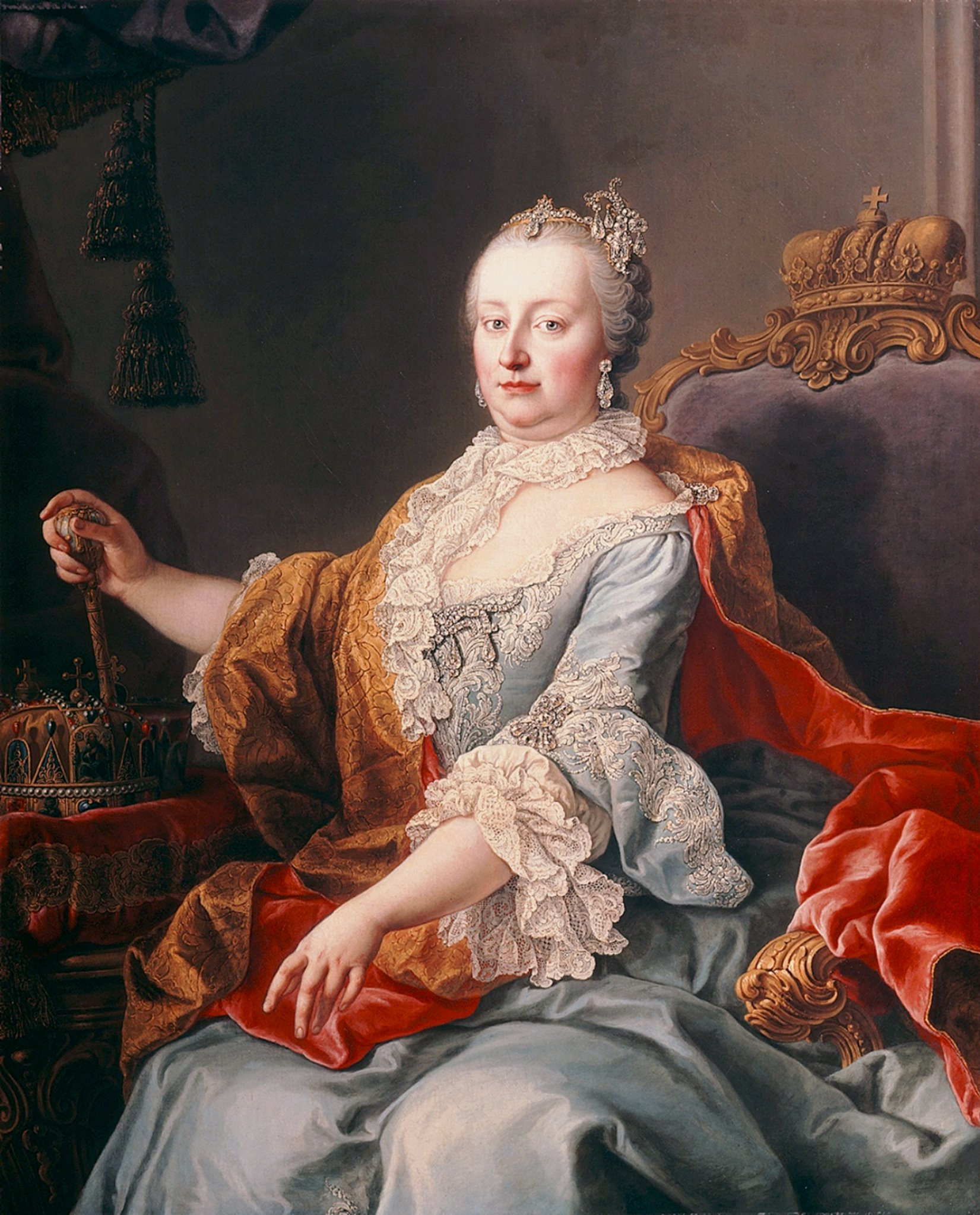
Maria Teresa d'Austria.
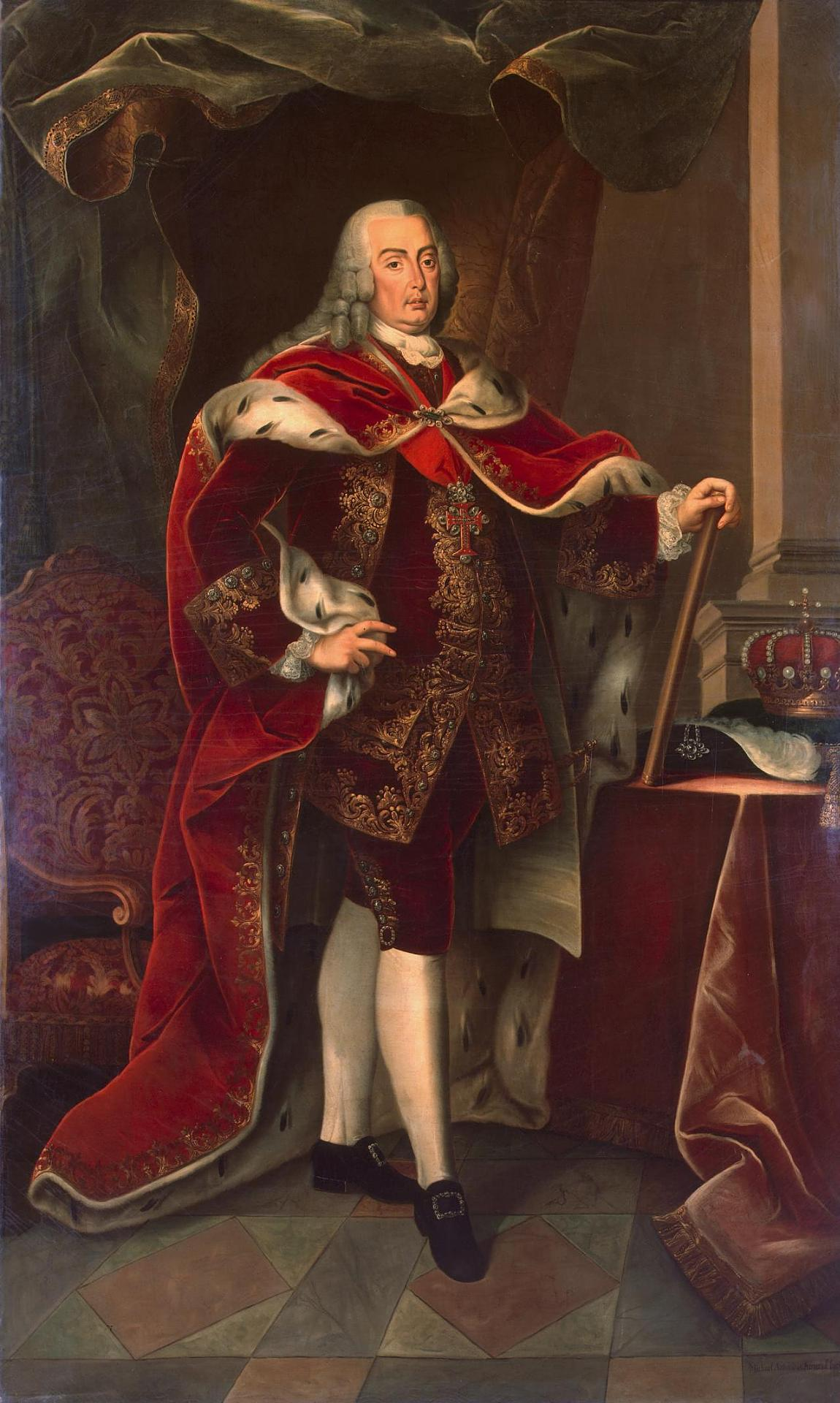
Giuseppe I del Portogallo.
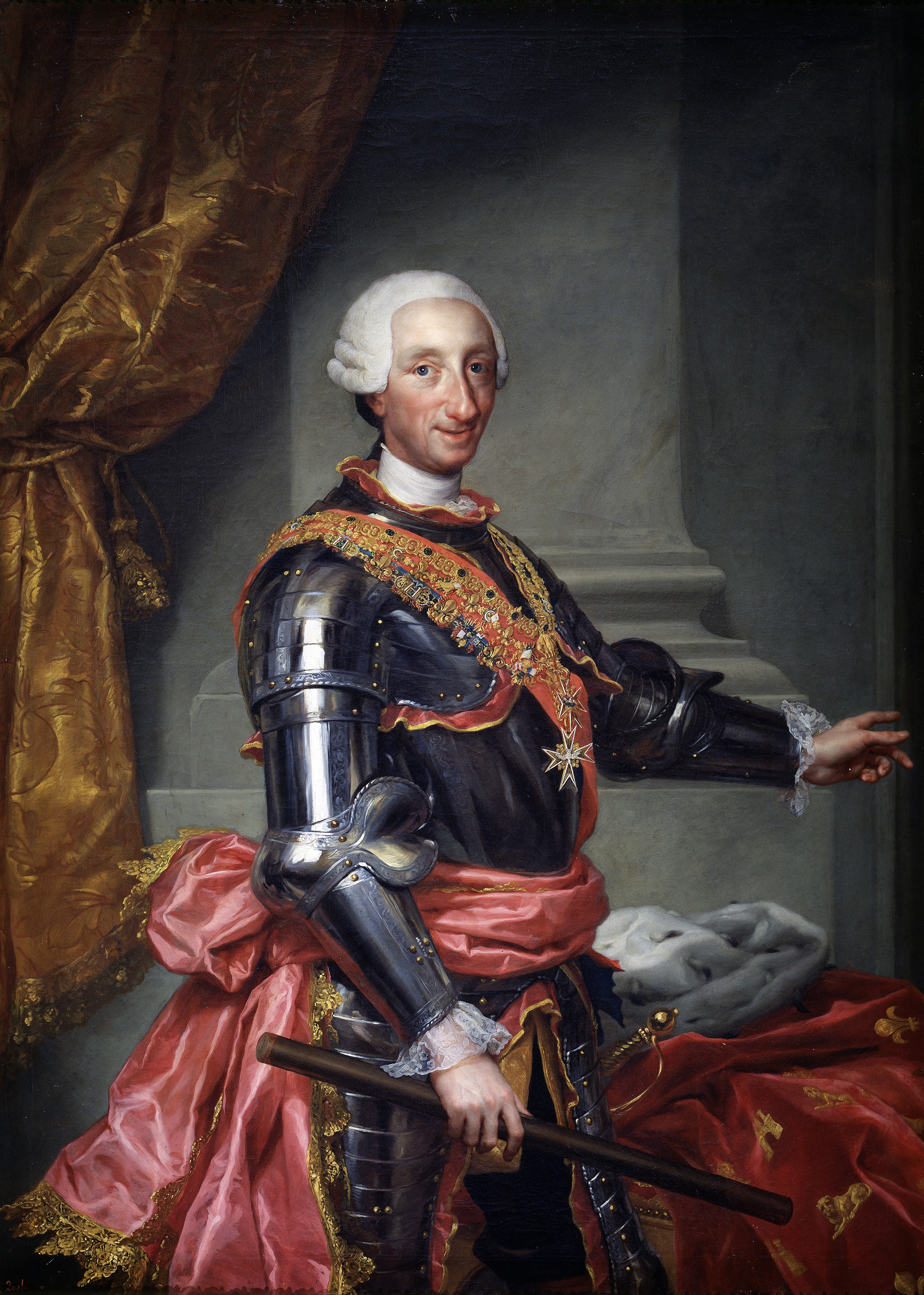
Carlo III di Spagna
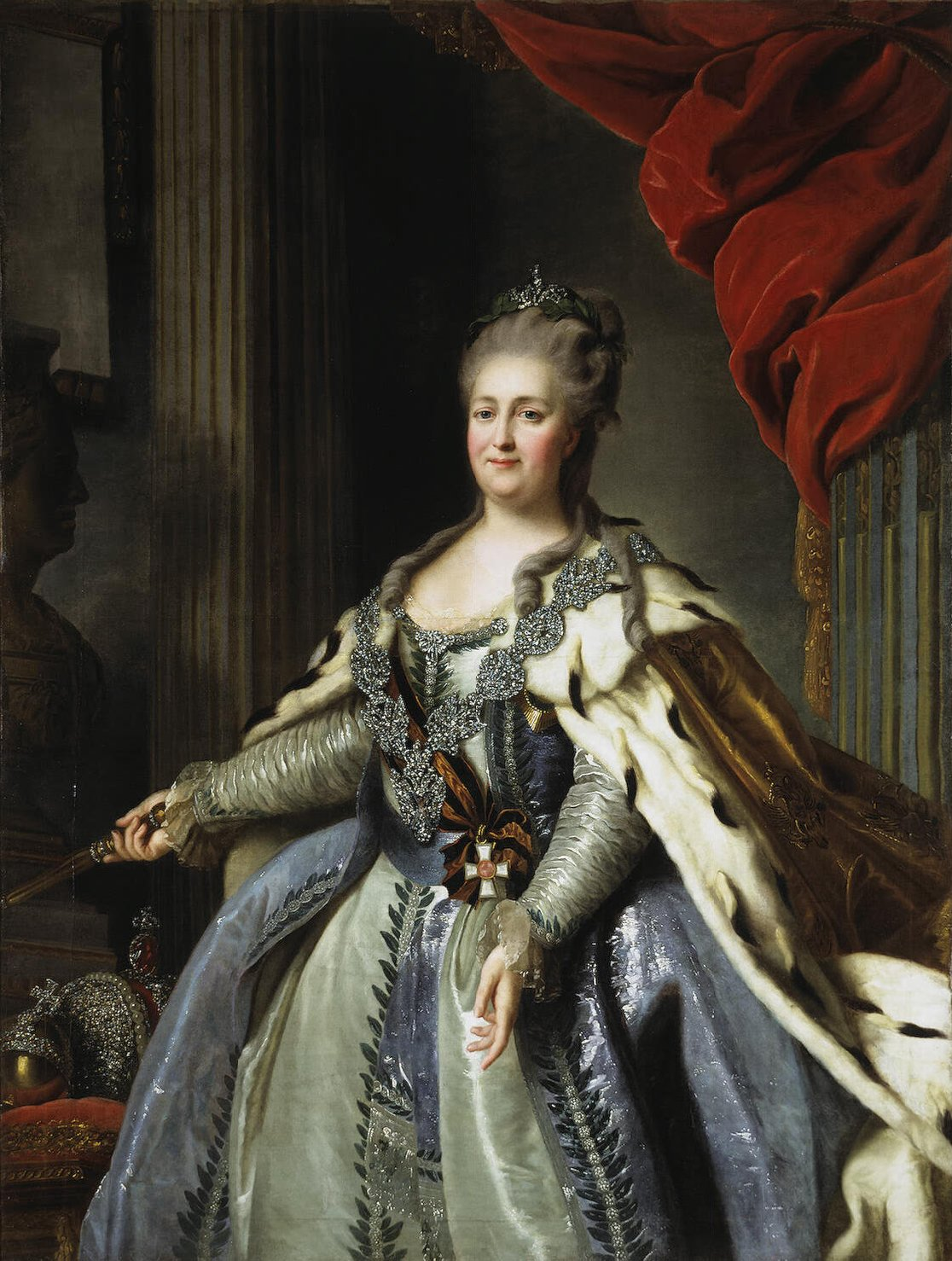
Caterina II di Russia
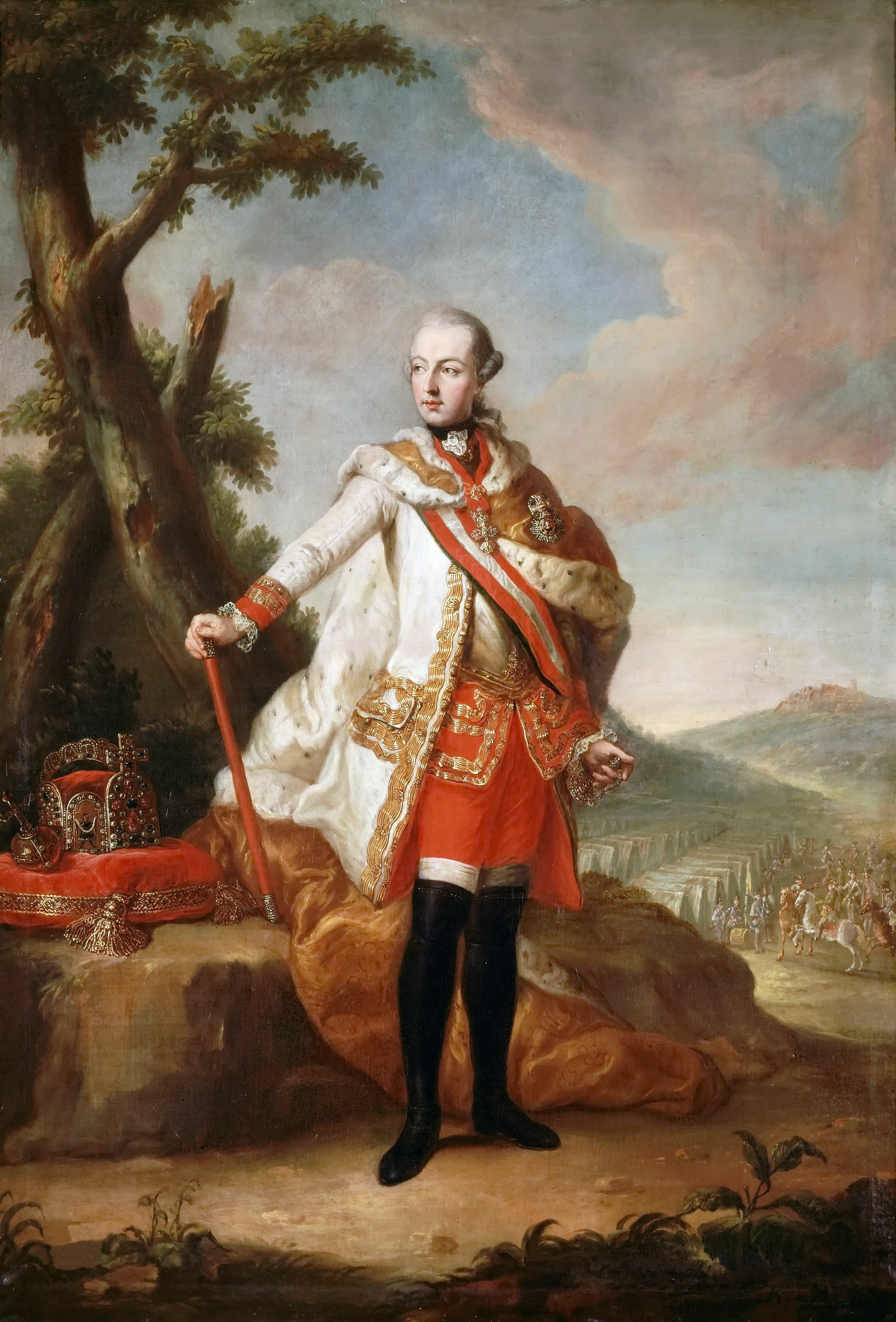
Giuseppe II d'Asburgo-Lorena
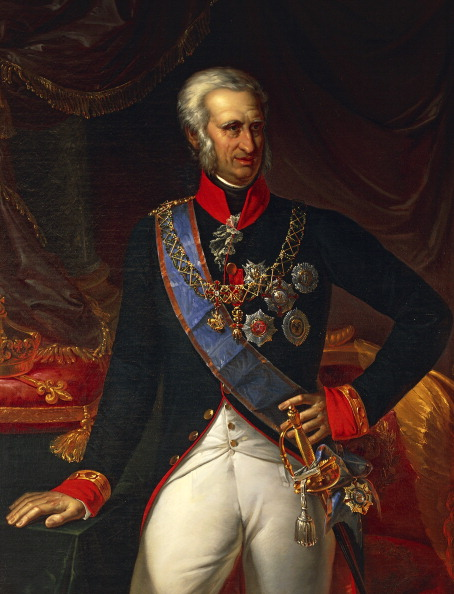
Ferdinando I delle Due Sicilie
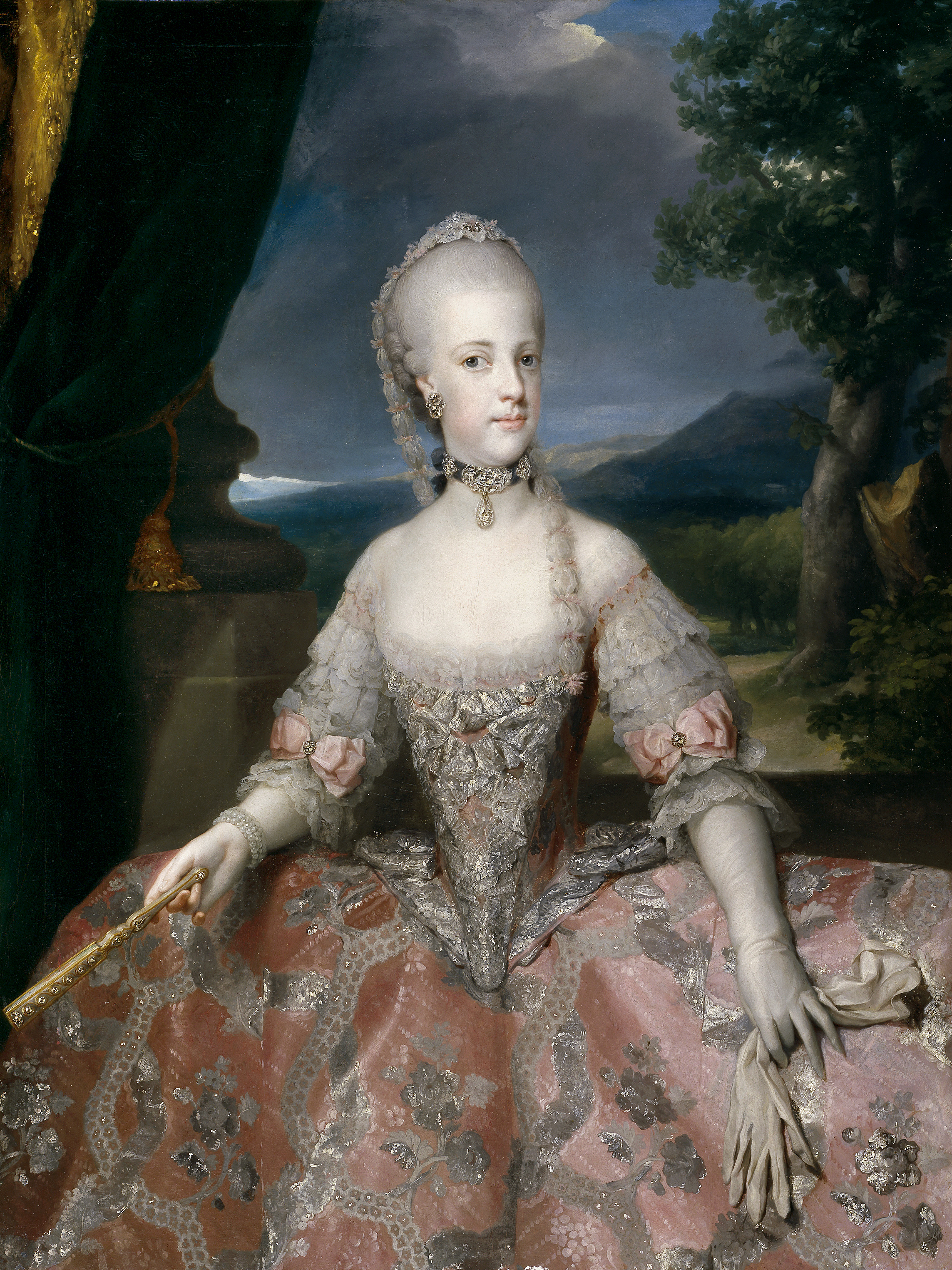
Maria Carolina d'Asburgo-Lorena
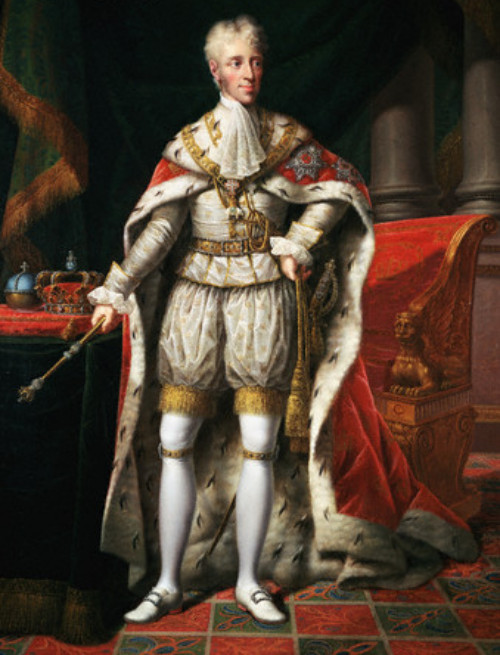
Federico VI di Danimarca
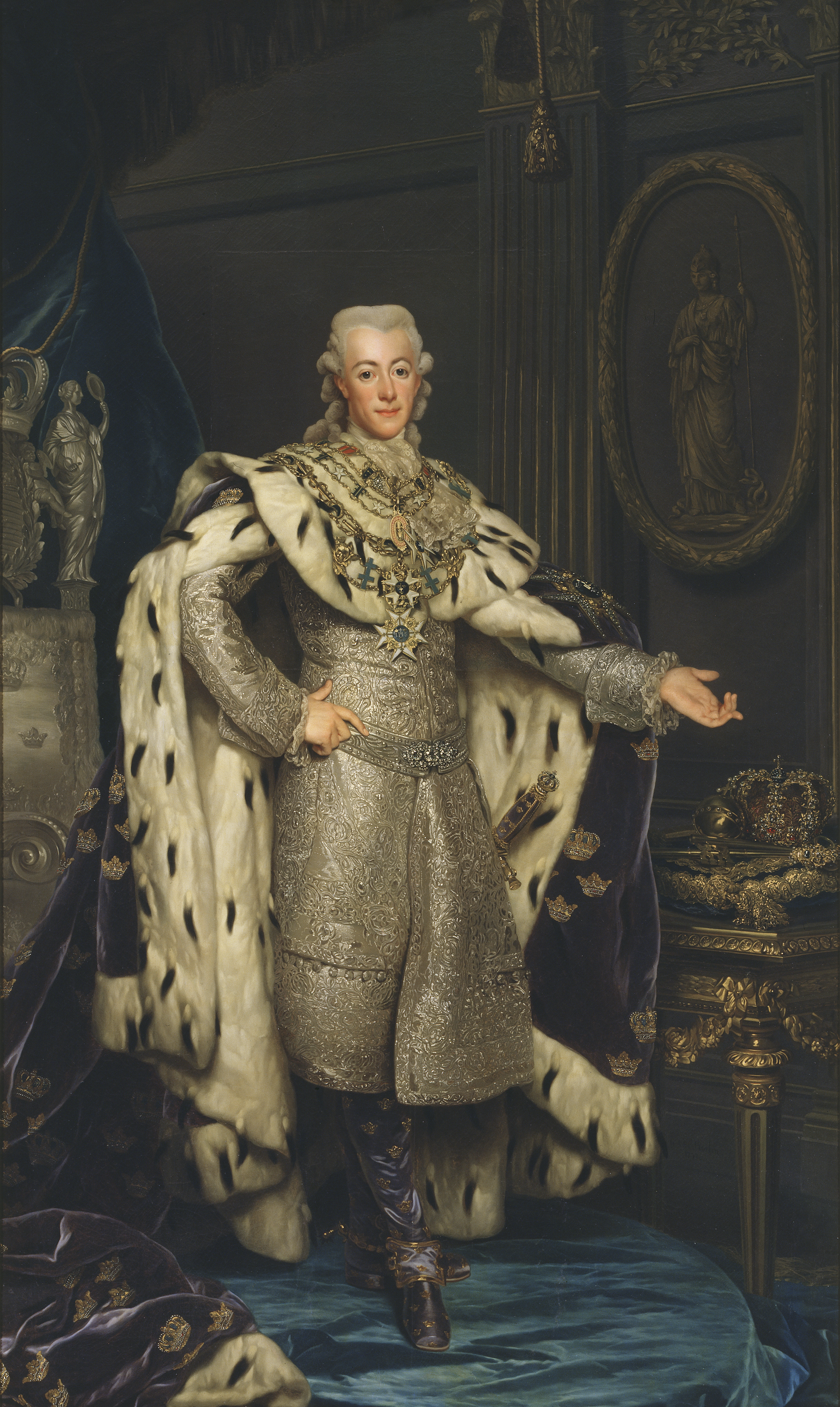
Gustavo III di Svezia
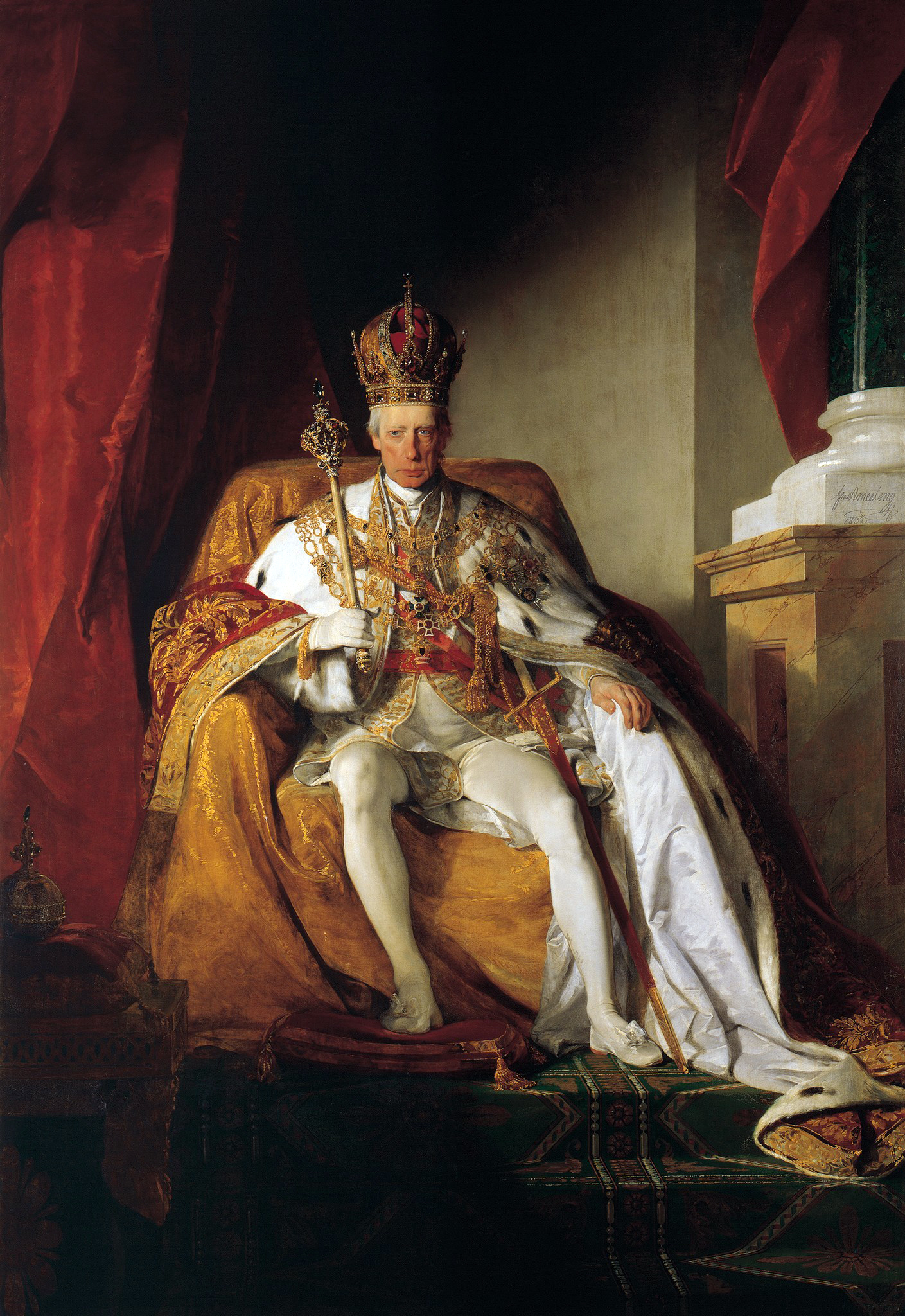
Francesco II d'Asburgo-Lorena
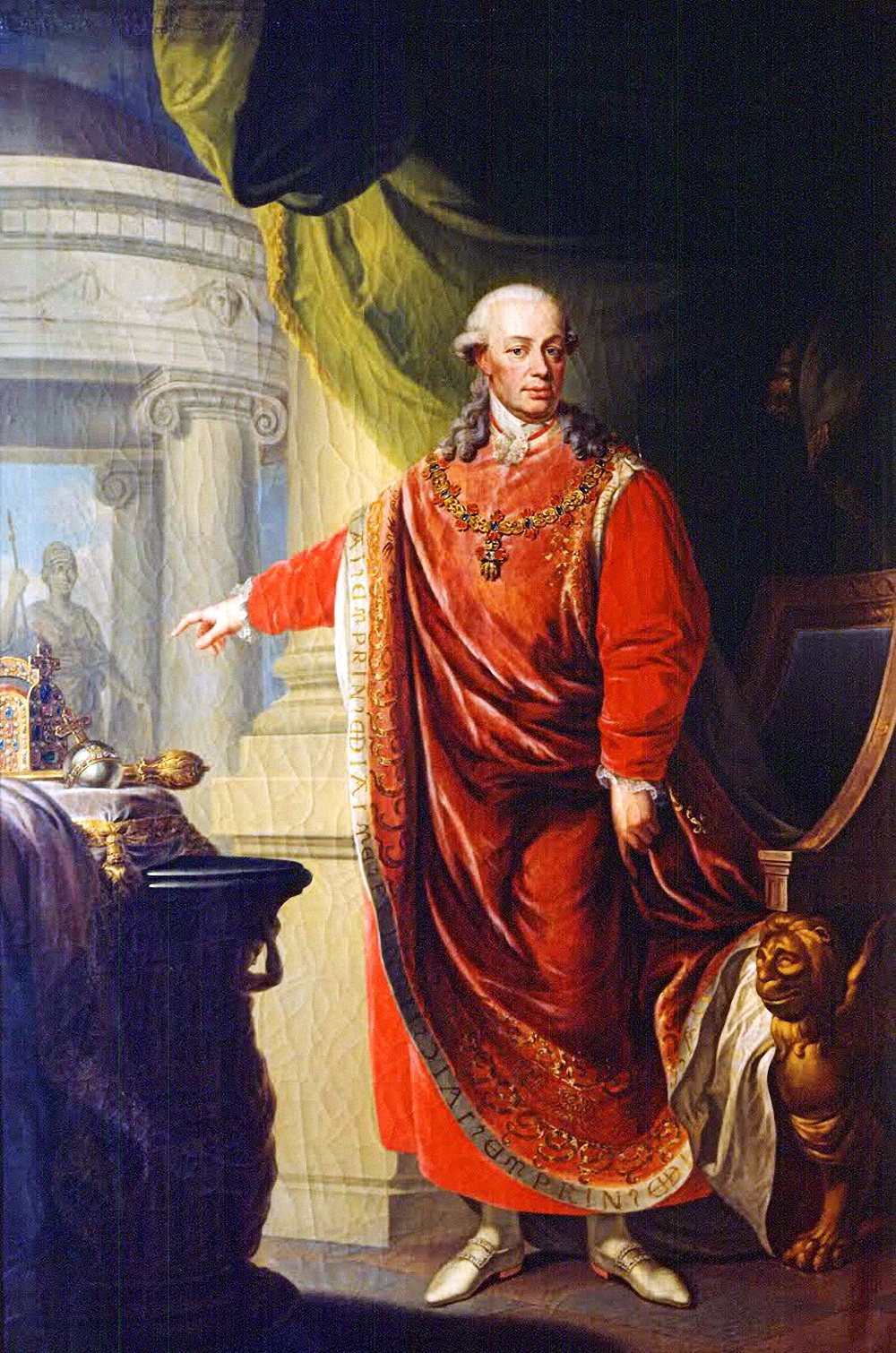
Pietro Leopoldo di Toscana
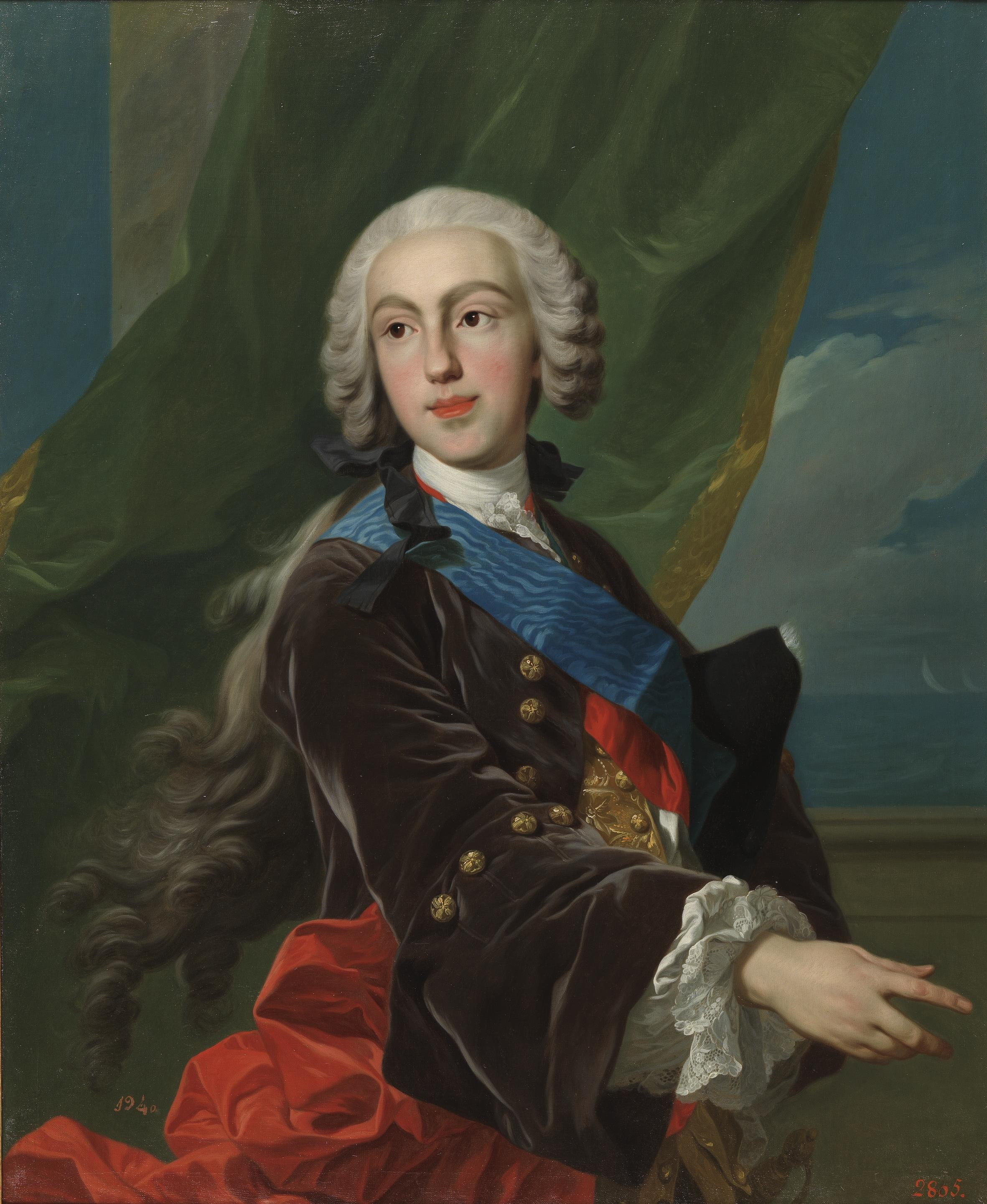
Filippo I di Parma
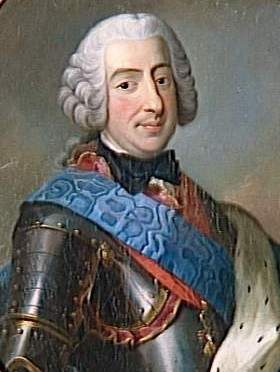
Francesco III d'Este
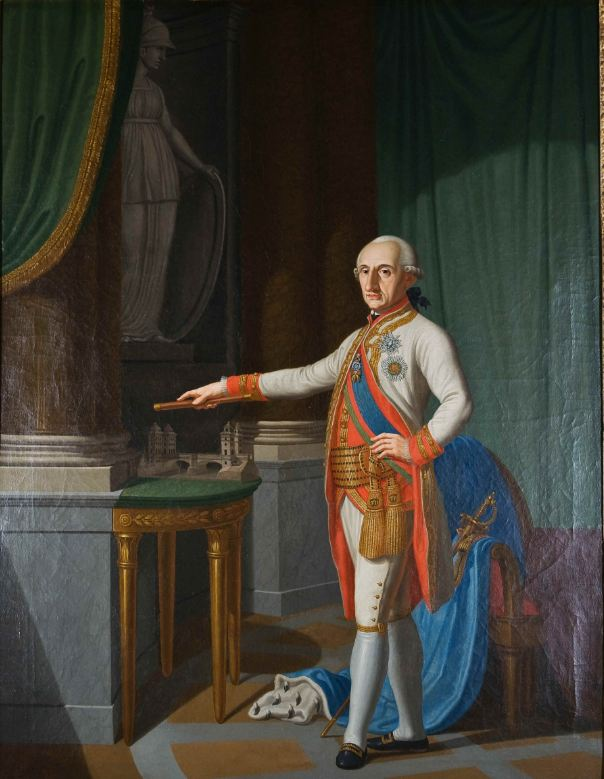
Ercole III d'Este
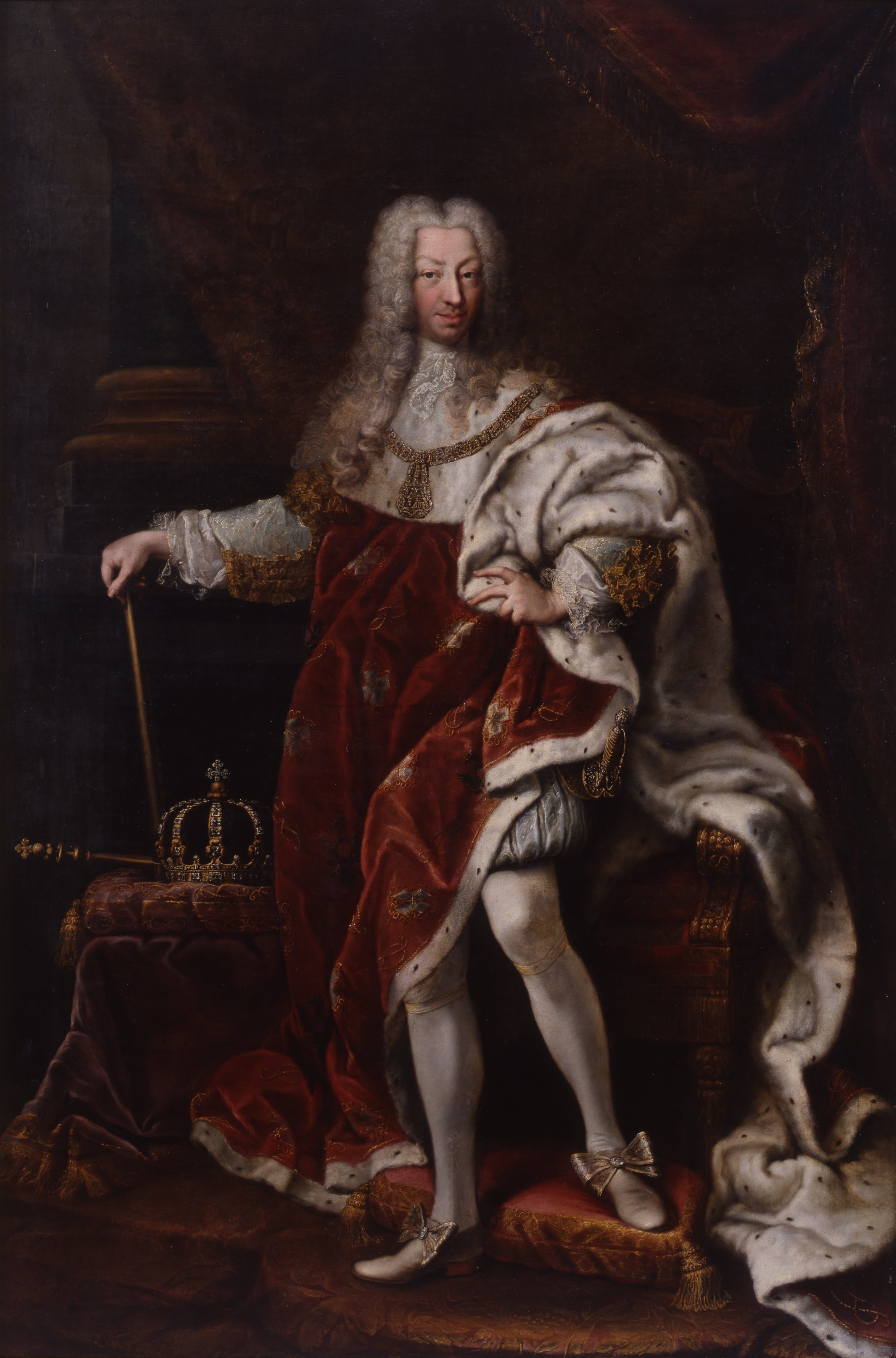
Carlo Emanuele III di Savoia
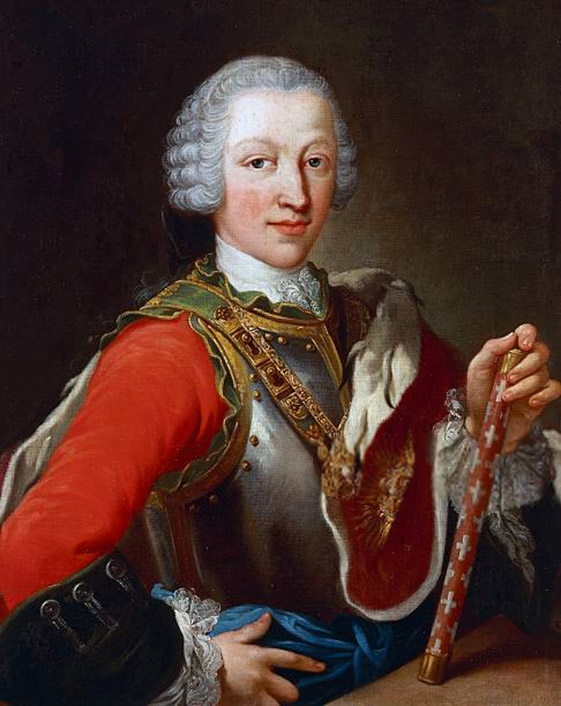
Vittorio Amedeo III di Savoia